# Tour of Britain 2015
Die Tour of Britain 2015 war ein Etappenrennen, das vom 6. bis zum 13. September 2015 in Großbritannien stattfand. Es war Teil der UCI Europe Tour 2015.

## Mannschaften
| WorldTeams (9)- BMC Racing Team - Cannondale-Garmin - Etixx-Quick Step - IAM Cycling - Lotto NL-Jumbo - Lotto-Soudal - Movistar Team - Sky - Tinkoff-Saxo Professional Continental Teams (3)- Cult Energy - MTN-Qhubeka - Team Novo Nordisk Continental Teams (7)- An Post-ChainReaction - Madison Genesis - JLT Condor - NFTO - ONE Pro Cycling - Raleigh GAC - Wiggins Nationalmannschaft- Großbritannien |
| |

## Etappenplan
| Etappe | Datum         | Etappenorte                 | Typ                  | km    | Etappensieger    | Gesamtführender      |
| ------ | ------------- | --------------------------- | -------------------- | ----- | ---------------- | -------------------- |
| 1.     | 06. September | Beaumaris – Wrexham         | Hügelige Etappe      | 177,7 | Elia Viviani     | Elia Viviani         |
| 2.     | 07. September | Clitheroe – Colne           | Hügelige Etappe      | 159,3 | Petr Vakoč       | Petr Vakoč           |
| 3.     | 08. September | Cockermouth – Floors Castle | Flachetappe          | 216   | Elia Viviani     | Juan José Lobato     |
| 4.     | 09. September | Edinburgh – Blyth           | Flachetappe          | 217,4 | Fernando Gaviria | Juan José Lobato     |
| 5.     | 10. September | Prudhoe – Hartside Fell     | Mittelschwere Etappe | 166,2 | Wout Poels       | Edvald Boasson Hagen |
| 6.     | 11. September | Stoke-on-Trent – Nottingham | Hügelige Etappe      | 192,7 | Matteo Trentin   | Edvald Boasson Hagen |
| 7.     | 12. September | Fakenham – Ipswich          | Flachetappe          | 227,4 | André Greipel    | Edvald Boasson Hagen |
| 8.     | 13. September | London – London             | Flachetappe          | 86,8  | Elia Viviani     | Edvald Boasson Hagen |

## Gesamtwertung
1. Edvald Boasson Hagen 34:52:52 h
2. Wout Poels + 0:13 min
3. Owain Doull + 0:42 min
4. Rasmus Guldhammer + 0:43 min
5. Zdeněk Štybar + 0:51 min
6. Rubén Fernández s. t.
7. Steven Kruijswijk s. t.
8. Dylan van Baarle + 0:53 min
9. Chris Anker Sørensen + 0:59 min
10. Xandro Meurisse + 1:02

## Wertungssieger
| Etappe         | Etappensieger    | Gesamtwertung        | Sprintwertung  | Bergwertung    | Punktewertung    | Teamwertung            |
| -------------- | ---------------- | -------------------- | -------------- | -------------- | ---------------- | ---------------------- |
| 1              | Elia Viviani     | Elia Viviani         | Conor Dunne    | Kristian House | Elia Viviani     | Team Sky               |
| 2              | Petr Vakoč       | Petr Vakoč           | Peter Williams | Tom Stewart    | Juan José Lobato | Etixx-Quick Step       |
| 3              | Elia Viviani     | Juan José Lobato     | Peter Williams | Tom Stewart    | Juan José Lobato | Etixx-Quick Step       |
| 4              | Fernando Gaviria | Juan José Lobato     | Peter Williams | Tom Stewart    | Owain Doull      | Etixx-Quick Step       |
| 5              | Wout Poels       | Edvald Boasson Hagen | Peter Williams | Peter Williams | Owain Doull      | Movistar Team          |
| 6              | Matteo Trentin   | Edvald Boasson Hagen | Peter Williams | Peter Williams | Owain Doull      | Team Cannondale-Garmin |
| 7              | André Greipel    | Edvald Boasson Hagen | Peter Williams | Peter Williams | Owain Doull      | Team Cannondale-Garmin |
| 8              | Elia Viviani     | Edvald Boasson Hagen | Peter Williams | Peter Williams | Owain Doull      | Team Cannondale-Garmin |
| Wertungssieger | Wertungssieger   | Edvald Boasson Hagen | Peter Williams | Peter Williams | Owain Doull      | Team Cannondale-Garmin |